# Prostebbingia serrata
Prostebbingia serrata is een vlokreeftensoort uit de familie van de Pontogeneiidae. De wetenschappelijke naam van de soort is voor het eerst geldig gepubliceerd in 1926 door Schellenberg.